# Бунешть (Вилча)
Бунешть, Бунешті (рум. Bunești) — село у повіті Вилча в Румунії. Адміністративний центр комуни Бунешть.
Село розташоване на відстані 168 км на північний захід від Бухареста, 14 км на захід від Римніку-Вилчі, 92 км на північ від Крайови, 126 км на південний захід від Брашова.

## Населення
За даними перепису населення 2002 року у селі проживали 1111 осіб, усі — румуни. Усі жителі села рідною мовою назвали румунську.